# Gewata
Gewata est un woreda de la zone Keffa de la région Éthiopie du Sud-Ouest. Ce district a 72 473 habitants en 2007. Son centre administratif est Konda.
Konda, parfois transcrit Kondo, se situe près de 80 km au nord-ouest de la capitale régionale Bonga.
Le district est bordé au sud par Chena, à l'ouest par Gesha, au nord-ouest par Sayilem, au nord-est par la région Oromia et au sud-est par Gimbo.
D'après le recensement national de 2007, le district compte 72 473 habitants dont 2 % de citadins qui sont les 1 440 habitants du centre administratif. Près de 53 % des habitants sont orthodoxes, 29 % sont protestants et 17 % sont musulmans.
En 2022, sa population est estimée à 96 270 personnes avec une densité de population de 106 personnes par km2 et 906 km2 de superficie.